# Liste des mammifères en Suède

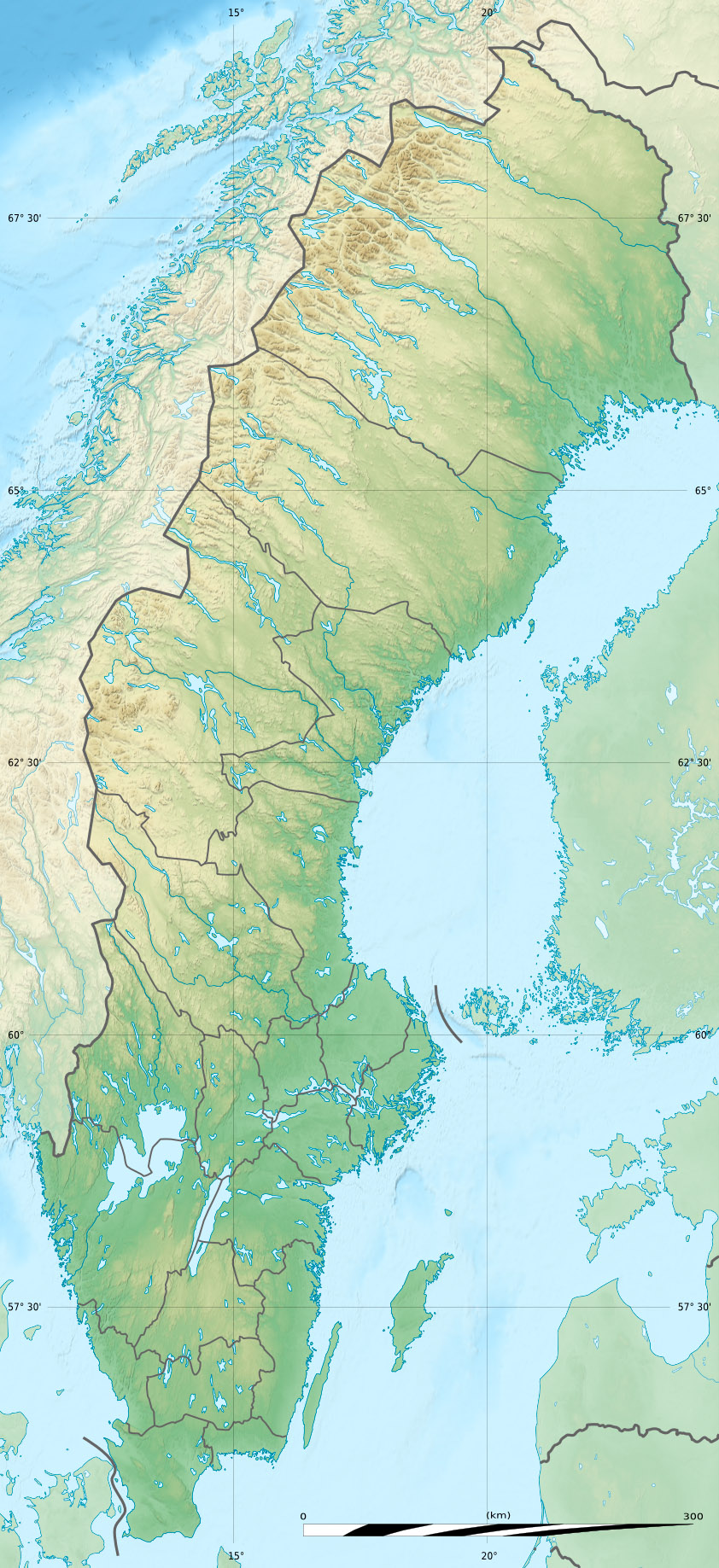
Carte topographique de la Suède.

Localisation de la Suède en Europe.

Cette liste commentée recense la mammalofaune en Suède. Elle répertorie les espèces de mammifères suédois actuels et celles qui ont été récemment classifiées comme éteintes (à partir de l'Holocène, depuis donc 11 700 ans av. J.‑C.). Cette liste comporte 105 espèces réparties en dix ordres et 31 familles, dont quatre sont « en danger », trois sont « vulnérables », sept sont « quasi menacées » et six ont des « données insuffisantes » pour être classées (selon les critères de la liste rouge de l'UICN au niveau mondial).
Elle contient au moins onze espèces introduites sur ce territoire, qui sont plus ou moins bien acclimatées. Il peut contenir aussi dans cette liste des animaux non reconnus par la liste rouge de l'UICN (deux mammifères ici) et ils sont classés en « non évalué » : cela étant dû notamment au manque de données et à des espèces domestiques, disparues ou éteintes avant le XVIe siècle. Il n'existe pas en Suède d'espèces et de sous-espèces de mammifères endémiques.

## Statuts de la liste rouge de l'UICN
Les statuts de conservation utilisés par la liste rouge de l'UICN mondiale sont :
| (EX) | Éteint                  | Il n'y a pas le moindre doute sur le fait que le dernier spécimen recensé est mort.                                                                   |
| (EW) | Éteint à l'état sauvage | L'espèce est connue uniquement en captivité ou en tant que population naturalisée bien en dehors de son ancienne aire de répartition.                 |
| (CR) | En danger critique      | L'espèce risque prochainement de s'éteindre à l'état sauvage.                                                                                         |
| (EN) | En danger               | L'espèce fait face à un très gros risque d'extinction à l'état sauvage.                                                                               |
| (VU) | Vulnérable              | L'espèce fait face à un gros risque d'extinction à l'état sauvage.                                                                                    |
| (NT) | Quasi menacé            | L'espèce ne satisfait pas un ou plusieurs des critères prévus qui permettraient de la catégoriser, mais pourrait risquer de s'éteindre dans le futur. |
| (LC) | Préoccupation mineure   | Il n'y a pas de risque identifiable pour l'espèce. |
| (DD) | Données insuffisantes   | Il n'y a pas d'information adéquate qui permettraient de faire une évaluation des risques pour cette espèce.                                          |
| (NE) | Non évalué              | L'espèce n'a pas encore été confrontée aux critères précédents, n'est pas reconnue par l'UICN ou bien s'est éteinte avant le XVIe siècle.             |

## Ordre:Primates

### Famille:Hominidés
| Nom binominal, nom vulgaire et citation d'auteurs | Nom vulgaire suédois (langue officielle de la Suède) | Origine et statut en Suède | Aire de répartition                    | Statut UICN mondial | Image         |
| ------------------------------------------------- | ---------------------------------------------------- | -------------------------- | -------------------------------------- | ------------------- | ------------- |
| Homo sapiens (Homme moderne) Linnaeus, 1758       | Människa                                             | Autochtone,                | Aire de répartition de l'Homme moderne | [ 2 ]               | Homme moderne |

## Ordre:Lagomorphes

### Famille:Léporidés
| Nom binominal, nom vulgaire et citation d'auteurs         | Nom vulgaire suédois (langue officielle de la Suède) | Origine et statut en Suède | Aire de répartition                     | Statut UICN mondial | Image            |
| --------------------------------------------------------- | ---------------------------------------------------- | -------------------------- | --------------------------------------- | ------------------- | ---------------- |
| Lepus europaeus (Lièvre d'Europe) Pallas, 1778            | Fälthare                                             | Allochtone (Introduit),    | Aire de répartition du Lièvre d'Europe  | [ 3 ]               | Lièvre d'Europe  |
| Lepus timidus (Lièvre variable) Linnaeus, 1758            | Skogshare                                            | Autochtone                 | Aire de répartition du Lièvre variable  | [ 4 ]               | Lièvre variable  |
| Oryctolagus cuniculus (Lapin de garenne) (Linnaeus, 1758) | Europeisk kanin                                      | Allochtone (Introduit)     | Aire de répartition du Lapin de garenne | [ 5 ]               | Lapin de garenne |

## Ordre:Rodentiens

### Famille:Castoridés
| Nom binominal, nom vulgaire et citation d'auteurs | Nom vulgaire suédois (langue officielle de la Suède) | Origine et statut en Suède   | Aire de répartition                     | Statut UICN mondial | Image            |
| ------------------------------------------------- | ---------------------------------------------------- | ---------------------------- | --------------------------------------- | ------------------- | ---------------- |
| Castor fiber (Castor d'Eurasie) Linnaeus, 1758    | Europeisk bäver                                      | Autochtone (Recolonisateur), | Aire de répartition du Castor d'Eurasie | [ 7 ]               | Castor d'Eurasie |

### Famille:Dipodidés
| Nom binominal, nom vulgaire et citation d'auteurs      | Nom vulgaire suédois (langue officielle de la Suède) | Origine et statut en Suède | Aire de répartition                            | Statut UICN mondial | Image                |
| ------------------------------------------------------ | ---------------------------------------------------- | -------------------------- | ---------------------------------------------- | ------------------- | -------------------- |
| Sicista betulina (Siciste des bouleaux) (Pallas, 1779) | Buskmus                                              | Autochtone                 | Aire de répartition de la Siciste des bouleaux | [ 8 ]               | Siciste des bouleaux |

### Famille:Cricétidés
| Nom binominal, nom vulgaire et citation d'auteurs           | Nom vulgaire suédois (langue officielle de la Suède) | Origine et statut en Suède | Aire de répartition                           | Statut UICN mondial | Image                  |
| ----------------------------------------------------------- | ---------------------------------------------------- | -------------------------- | --------------------------------------------- | ------------------- | ---------------------- |
| Arvicola amphibius (Campagnol terrestre) (Linnaeus, 1758)   | Vattensork                                           | Autochtone                 | Aire de répartition du Campagnol terrestre    | [ 9 ]               | Campagnol terrestre    |
| Microtus oeconomus (Campagnol nordique) (Pallas, 1776)      | Mellansork                                           | Autochtone                 | Illustration manquante                        | [ 10 ]              | Campagnol nordique     |
| Microtus agrestis (Campagnol agreste) (Linnaeus, 1761)      | Åkersork                                             | Autochtone                 | Aire de répartition du Campagnol agreste      | [ 11 ]              | Campagnol agreste      |
| Lemmus lemmus (Lemming des toundras) (Linnaeus, 1758)       | Fjällämmel                                           | Autochtone                 | Aire de répartition du Lemming des toundras   | [ 12 ]              | Lemming des toundras   |
| Myopus schisticolor (Lemming de forêt) (Lilljeborg, 1844)   | Skogslämmel                                          | Autochtone                 | Aire de répartition du Lemming de forêt       | [ 13 ]              | Lemming de forêt       |
| Myodes glareolus (Campagnol roussâtre) Schreber, 1780       | Långsvansad skogssork                                | Autochtone                 | Aire de répartition du Campagnol roussâtre    | [ 14 ]              | Campagnol roussâtre    |
| Myodes rufocanus (Campagnol de Sundevall) (Sundevall, 1846) | Gråsiding                                            | Autochtone                 | Aire de répartition du Campagnol de Sundevall | [ 15 ]              | Campagnol de Sundevall |
| Myodes rutilus (Campagnol boréal) (Pallas, 1779)            | Rödsork                                              | Autochtone                 | Aire de répartition du Campagnol boréal       | [ 16 ]              | Campagnol boréal       |
| Ondatra zibethicus (Rat musqué) (Linnaeus, 1766)            | Bisam                                                | Allochtone,                | Aire de répartition du Rat musqué             | [ 17 ]              | Rat musqué             |

### Famille:Muridés
| Nom binominal, nom vulgaire et citation d'auteurs       | Nom vulgaire suédois (langue officielle de la Suède) | Origine et statut en Suède | Aire de répartition                     | Statut UICN mondial | Image            |
| ------------------------------------------------------- | ---------------------------------------------------- | -------------------------- | --------------------------------------- | ------------------- | ---------------- |
| Apodemus flavicollis (Mulot à collier) (Melchior, 1834) | Större skogsmus                                      | Autochtone                 | Aire de répartition du Mulot à collier  | [ 18 ]              | Mulot à collier  |
| Apodemus sylvaticus (Mulot sylvestre) (Linnaeus, 1758)  | Mindre skogsmus                                      | Autochtone                 | Aire de répartition du Mulot sylvestre  | [ 19 ]              | Mulot sylvestre  |
| Micromys minutus (Rat des moissons) (Pallas, 1771)      | Dvärgmus                                             | Allochtone (Introduit)     | Aire de répartition du Rat des moissons | [ 21 ]              | Rat des moissons |
| Mus musculus (Souris grise) Linnaeus, 1758              | Husmus                                               | Allochtone (Introduit),    | Aire de répartition de la Souris grise  | [ 22 ]              | Souris grise     |
| Rattus norvegicus (Rat surmulot) (Berkenhout, 1769)     | Brunråtta                                            | Allochtone (Introduit)     | Aire de répartition du Rat surmulot     | [ 24 ]              | Rat surmulot     |

### Famille:Gliridés
| Nom binominal, nom vulgaire et citation d'auteurs     | Nom vulgaire suédois (langue officielle de la Suède) | Origine et statut en Suède | Aire de répartition              | Statut UICN mondial | Image     |
| ----------------------------------------------------- | ---------------------------------------------------- | -------------------------- | -------------------------------- | ------------------- | --------- |
| Muscardinus avellanarius (Muscardin) (Linnaeus, 1758) | Hasselmus                                            | Autochtone                 | Aire de répartition du Muscardin | [ 25 ]              | Muscardin |

### Famille:Sciuridés
| Nom binominal, nom vulgaire et citation d'auteurs | Nom vulgaire suédois (langue officielle de la Suède) | Origine et statut en Suède | Aire de répartition                    | Statut UICN mondial | Image         |
| ------------------------------------------------- | ---------------------------------------------------- | -------------------------- | -------------------------------------- | ------------------- | ------------- |
| Sciurus vulgaris (Écureuil roux) Linnaeus, 1758   | Ekorre                                               | Autochtone                 | Aire de répartition de l'Écureuil roux | [ 26 ]              | Écureuil roux |

## Ordre:Érinacéomorphes

### Famille:Érinacéidés
| Nom binominal, nom vulgaire et citation d'auteurs                  | Nom vulgaire suédois (langue officielle de la Suède) | Origine et statut en Suède | Aire de répartition                                  | Statut UICN mondial | Image                         |
| ------------------------------------------------------------------ | ---------------------------------------------------- | -------------------------- | ---------------------------------------------------- | ------------------- | ----------------------------- |
| Erinaceus europaeus (Hérisson d'Europe occidentale) Linnaeus, 1758 | Igelkott                                             | Autochtone                 | Aire de répartition du Hérisson d'Europe occidentale | [ 27 ]              | Hérisson d'Europe occidentale |

## Ordre:Soricomorphes

### Famille:Soricidés
| Nom binominal, nom vulgaire et citation d'auteurs      | Nom vulgaire suédois (langue officielle de la Suède) | Origine et statut en Suède | Aire de répartition                           | Statut UICN mondial | Image                  |
| ------------------------------------------------------ | ---------------------------------------------------- | -------------------------- | --------------------------------------------- | ------------------- | ---------------------- |
| Neomys fodiens (Crossope aquatique) (Pennant, 1771)    | Vattennäbbmus                                        | Autochtone                 | Aire de répartition de la Crossope aquatique  | [ 28 ]              | Crossope aquatique     |
| Sorex araneus (Musaraigne carrelet) Linnaeus, 1758     | Vanlig näbbmus                                       | Autochtone                 | Aire de répartition de la Musaraigne carrelet | [ 29 ]              | Musaraigne carrelet    |
| Sorex caecutiens (Musaraigne masquée) Laxmann, 1788    | Lappnäbbmus                                          | Autochtone                 | Aire de répartition de la Musaraigne masquée  | [ 30 ]              | Musaraigne masquée     |
| Sorex isodon (Musaraigne sombre) Turov, 1924           | Taiganäbbmus                                         | Autochtone                 | Aire de répartition de la Musaraigne sombre   | [ 31 ]              | Illustration manquante |
| Sorex minutissimus (Musaraigne naine) Zimmermann, 1780 | Mindre dvärgnäbbmus                                  | Autochtone                 | Aire de répartition de la Musaraigne naine    | [ 32 ]              | Musaraigne naine       |
| Sorex minutus (Musaraigne pygmée) Linnaeus, 1766       | Dvärgnäbbmus                                         | Autochtone                 | Aire de répartition de la Musaraigne pygmée   | [ 33 ]              | Musaraigne pygmée      |

### Famille:Talpidés
| Nom binominal, nom vulgaire et citation d'auteurs | Nom vulgaire suédois (langue officielle de la Suède) | Origine et statut en Suède | Aire de répartition                      | Statut UICN mondial | Image          |
| ------------------------------------------------- | ---------------------------------------------------- | -------------------------- | ---------------------------------------- | ------------------- | -------------- |
| Talpa europaea (Taupe d'Europe) Linnaeus, 1758    | Mullvad                                              | Autochtone                 | Aire de répartition de la Taupe d'Europe | [ 34 ]              | Taupe d'Europe |

## Ordre:Chiroptères

### Famille:Vespertilionidés
| Nom binominal, nom vulgaire et citation d'auteurs                             | Nom vulgaire suédois (langue officielle de la Suède) | Origine et statut en Suède | Aire de répartition                                | Statut UICN mondial | Image                    |
| ----------------------------------------------------------------------------- | ---------------------------------------------------- | -------------------------- | -------------------------------------------------- | ------------------- | ------------------------ |
| Myotis alcathoe (Murin d'Alcathoé) von Helversen & Heller, 2001               | Nymffladdermus                                       | Autochtone                 | Aire de répartition du Murin d'Alcathoé            | [ 36 ]              | Murin d'Alcathoé         |
| Myotis bechsteinii (Murin de Bechstein) (Kuhl, 1817)                          | Bechsteins fladdermus                                | Autochtone                 | Aire de répartition du Murin de Bechstein          | [ 37 ]              | Murin de Bechstein       |
| Myotis brandtii (Murin de Brandt) (Eversmann, 1845)                           | Taigafladdermus                                      | Autochtone                 | Aire de répartition du Murin de Brandt             | [ 38 ]              | Murin de Brandt          |
| Myotis dasycneme (Murin des marais) (Boie, 1825)                              | Dammfladdermus                                       | Autochtone                 | Aire de répartition du Murin des marais            | [ 39 ]              | Murin des marais         |
| Myotis daubentonii (Murin de Daubenton) (Kuhl, 1817)                          | Vattenfladdermus                                     | Autochtone                 | Aire de répartition du Murin de Daubenton          | [ 40 ]              | Murin de Daubenton       |
| Myotis myotis (Grand Murin) (Borkhausen, 1797)                                | Större musöra                                        | Peut-être autochtone,      | Aire de répartition du Grand Murin                 | [ 42 ]              | Grand Murin              |
| Myotis mystacinus (Murin à moustaches) (Kuhl, 1817)                           | Mustaschfladdermus                                   | Autochtone                 | Aire de répartition du Murin à moustaches          | [ 43 ]              | Murin à moustaches       |
| Myotis nattereri (Murin de Natterer) (Kuhl, 1817)                             | Fransfladdermus                                      | Autochtone                 | Aire de répartition du Murin de Natterer           | [ 44 ]              | Murin de Natterer        |
| Eptesicus nilssonii (Sérotine de Nilsson) (Keyserling & Blasius, 1839)        | Nordisk fladdermus                                   | Autochtone                 | Aire de répartition de la Sérotine de Nilsson      | [ 45 ]              | Sérotine de Nilsson      |
| Eptesicus serotinus (Sérotine commune) (Schreber, 1774)                       | Sydfladdermus                                        | Autochtone                 | Aire de répartition de la Sérotine commune         | [ 46 ]              | Sérotine commune         |
| Nyctalus leisleri (Noctule de Leisler) (Kuhl, 1817)                           | Leislers fladdermus                                  | Autochtone                 | Aire de répartition de la Noctule de Leisler       | [ 47 ]              | Noctule de Leisler       |
| Nyctalus noctula (Noctule commune) (Schreber, 1774)                           | Stor fladdermus                                      | Autochtone                 | Aire de répartition de la Noctule commune          | [ 48 ]              | Noctule commune          |
| Pipistrellus nathusii (Pipistrelle de Nathusius) (Keyserling & Blasius, 1839) | Trollfladdermus                                      | Autochtone                 | Aire de répartition de la Pipistrelle de Nathusius | [ 49 ]              | Pipistrelle de Nathusius |
| Pipistrellus pipistrellus (Pipistrelle commune) (Schreber, 1774)              | Sydpipistrell                                        | Autochtone                 | Aire de répartition de la Pipistrelle commune      | [ 50 ]              | Pipistrelle commune      |
| Pipistrellus pygmaeus (Pipistrelle pygmée) (Leach, 1825)                      | Dvärgpipistrell                                      | Autochtone                 | Aire de répartition de la Pipistrelle pygmée       | [ 51 ]              | Pipistrelle pygmée       |
| Barbastella barbastellus (Barbastelle d'Europe) (Schreber, 1774)              | Barbastell                                           | Autochtone                 | Aire de répartition de la Barbastelle d'Europe     | [ 52 ]              | Barbastelle d'Europe     |
| Plecotus auritus (Oreillard roux) (Linnaeus, 1758)                            | Långörad fladdermus                                  | Autochtone                 | Aire de répartition de l'Oreillard roux            | [ 53 ]              | Oreillard roux           |
| Plecotus austriacus (Oreillard gris) (J. Fischer, 1829)                       | Grå långörad fladdermus                              | Autochtone                 | Aire de répartition de l'Oreillard gris            | [ 54 ]              | Oreillard gris           |
| Vespertilio murinus (Sérotine bicolore) Linnaeus, 1758                        | Gråskimlig fladdermus                                | Autochtone                 | Aire de répartition de la Sérotine bicolore        | [ 55 ]              | Sérotine bicolore        |

## Ordre:Cétacés

### Famille:Balænidés
| Nom binominal, nom vulgaire et citation d'auteurs                         | Nom vulgaire suédois (langue officielle de la Suède) | Origine et statut en Suède | Aire de répartition                                            | Statut UICN mondial | Image                                |
| ------------------------------------------------------------------------- | ---------------------------------------------------- | -------------------------- | -------------------------------------------------------------- | ------------------- | ------------------------------------ |
| Balaena mysticetus (Baleine du Groenland) Linnaeus, 1758                  | Grönlandsval                                         | Erratique,                 | Aire de répartition de la Baleine du Groenland                 | [ 57 ]              | Baleine du Groenland                 |
| Eubalaena glacialis (Baleine franche de l'Atlantique Nord) (Müller, 1776) | Nordkapare                                           | Erratique                  | Aire de répartition de la Baleine franche de l'Atlantique Nord | [ 58 ]              | Baleine franche de l'Atlantique Nord |

### Famille:Balænoptéridés
| Nom binominal, nom vulgaire et citation d'auteurs            | Nom vulgaire suédois (langue officielle de la Suède) | Origine et statut en Suède | Aire de répartition                        | Statut UICN mondial | Image            |
| ------------------------------------------------------------ | ---------------------------------------------------- | -------------------------- | ------------------------------------------ | ------------------- | ---------------- |
| Balaenoptera acutorostrata (Baleine de Minke) Lacépède, 1804 | Vikval                                               | Autochtone                 | Aire de répartition de la Baleine de Minke | [ 59 ]              | Baleine de Minke |
| Balaenoptera borealis (Rorqual boréal) Lesson, 1828          | Sejval                                               | Erratique                  | Aire de répartition du Rorqual boréal      | [ 61 ]              | Rorqual boréal   |
| Balaenoptera physalus (Rorqual commun) (Linnaeus, 1758)      | Sillval                                              | Erratique                  | Aire de répartition du Rorqual commun      | [ 62 ]              | Rorqual commun   |
| Megaptera novaeangliae (Baleine à bosse) (Borowski, 1781)    | Knölval                                              | Erratique                  | Aire de répartition de la Baleine à bosse  | [ 63 ]              | Baleine à bosse  |

### Famille:Eschrichtiidés
| Nom binominal, nom vulgaire et citation d'auteurs        | Nom vulgaire suédois (langue officielle de la Suède) | Origine et statut en Suède | Aire de répartition                     | Statut UICN mondial | Image         |
| -------------------------------------------------------- | ---------------------------------------------------- | -------------------------- | --------------------------------------- | ------------------- | ------------- |
| Eschrichtius robustus (Baleine grise) (Lilljeborg, 1861) | Gråval                                               | Autochtone (Disparu),      | Aire de répartition de la Baleine grise | [ 64 ]              | Baleine grise |

### Famille:Delphinidés
| Nom binominal, nom vulgaire et citation d'auteurs                      | Nom vulgaire suédois (langue officielle de la Suède) | Origine et statut en Suède | Aire de répartition                                  | Statut UICN mondial | Image                         |
| ---------------------------------------------------------------------- | ---------------------------------------------------- | -------------------------- | ---------------------------------------------------- | ------------------- | ----------------------------- |
| Delphinus delphis (Dauphin commun à bec court) Linnaeus, 1758          | Sadeldelfin                                          | Erratique                  | Aire de répartition du Dauphin commun à bec court    | [ 65 ]              | Dauphin commun à bec court    |
| Stenella coeruleoalba (Dauphin bleu et blanc) (Meyen, 1833)            | Strimmig delfin                                      | Erratique                  | Aire de répartition du Dauphin bleu et blanc         | [ 66 ]              | Dauphin bleu et blanc         |
| Tursiops truncatus (Grand Dauphin commun) (Montagu, 1821)              | Öresvin                                              | Erratique                  | Aire de répartition du Grand Dauphin commun          | [ 67 ]              | Grand Dauphin commun          |
| Globicephala melas (Globicéphale noir) (Traill, 1809)                  | Långfenad grindval                                   | Erratique                  | Aire de répartition du Globicéphale noir             | [ 68 ]              | Globicéphale noir             |
| Grampus griseus (Dauphin de Risso) (G. Cuvier, 1812)                   | Rissos delfin                                        | Erratique                  | Aire de répartition du Dauphin de Risso              | [ 69 ]              | Dauphin de Risso              |
| Orcinus orca (Orque) (Linnaeus, 1758)                                  | Späckhuggare                                         | Erratique                  | Aire de répartition de l'Orque                       | [ 70 ]              | Orque                         |
| Pseudorca crassidens (Fausse Orque) (Owen, 1846)                       | Falsk späckhuggare                                   | Peut-être erratique,       | Aire de répartition de la Fausse Orque               | [ 71 ]              | Fausse Orque                  |
| Lagenorhynchus acutus (Lagénorhynque à flancs blancs) (Gray, 1828)     | Vitsiding                                            | Autochtone                 | Aire de répartition du Lagénorhynque à flancs blancs | [ 72 ]              | Lagénorhynque à flancs blancs |
| Lagenorhynchus albirostris (Lagénorhynque à rostre blanc) (Gray, 1846) | Vitnos                                               | Autochtone                 | Aire de répartition du Lagénorhynque à rostre blanc  | [ 73 ]              | Lagénorhynque à rostre blanc  |

### Famille:Monodontidés
| Nom binominal, nom vulgaire et citation d'auteurs | Nom vulgaire suédois (langue officielle de la Suède) | Origine et statut en Suède | Aire de répartition            | Statut UICN mondial | Image   |
| ------------------------------------------------- | ---------------------------------------------------- | -------------------------- | ------------------------------ | ------------------- | ------- |
| Delphinapterus leucas (Bélouga) (Pallas, 1776)    | Vitval                                               | Erratique                  | Aire de répartition du Bélouga | [ 74 ]              | Bélouga |
| Monodon monoceros (Narval) Linnaeus, 1758         | Narval                                               | Erratique                  | Aire de répartition du Narval  | [ 75 ]              | Narval  |

### Famille:Phocœnidés
| Nom binominal, nom vulgaire et citation d'auteurs    | Nom vulgaire suédois (langue officielle de la Suède) | Origine et statut en Suède | Aire de répartition                    | Statut UICN mondial | Image           |
| ---------------------------------------------------- | ---------------------------------------------------- | -------------------------- | -------------------------------------- | ------------------- | --------------- |
| Phocoena phocoena (Marsouin commun) (Linnaeus, 1758) | Vanlig tumlare                                       | Autochtone                 | Aire de répartition du Marsouin commun | [ 76 ]              | Marsouin commun |

### Famille:Physétéridés
| Nom binominal, nom vulgaire et citation d'auteurs      | Nom vulgaire suédois (langue officielle de la Suède) | Origine et statut en Suède | Aire de répartition                   | Statut UICN mondial | Image          |
| ------------------------------------------------------ | ---------------------------------------------------- | -------------------------- | ------------------------------------- | ------------------- | -------------- |
| Physeter macrocephalus (Grand Cachalot) Linnaeus, 1758 | Kaskelot                                             | Erratique                  | Aire de répartition du Grand Cachalot | [ 77 ]              | Grand Cachalot |

### Famille:Ziphiidés
| Nom binominal, nom vulgaire et citation d'auteurs             | Nom vulgaire suédois (langue officielle de la Suède) | Origine et statut en Suède | Aire de répartition                               | Statut UICN mondial | Image                   |
| ------------------------------------------------------------- | ---------------------------------------------------- | -------------------------- | ------------------------------------------------- | ------------------- | ----------------------- |
| Hyperoodon ampullatus (Hypérodon boréal) (Forster, 1770)      | Nordlig näbbval                                      | Erratique                  | Aire de répartition du Hypérodon boréal           | [ 78 ]              | Hypérodon boréal        |
| Mesoplodon bidens (Mésoplodon de Sowerby) (Sowerby, 1804)     | Sowerbys näbbval                                     | Erratique                  | Aire de répartition du Mésoplodon de Sowerby      | [ 79 ]              | Mésoplodon de Sowerby   |
| Ziphius cavirostris (Baleine à bec de Cuvier) G. Cuvier, 1823 | Småhuvudval                                          | Erratique                  | Aire de répartition de la Baleine à bec de Cuvier | [ 80 ]              | Baleine à bec de Cuvier |

## Ordre:Artiodactyles

### Famille:Bovidés
| Nom binominal, nom vulgaire et citation d'auteurs | Nom vulgaire suédois (langue officielle de la Suède) | Origine et statut en Suède | Aire de répartition                     | Statut UICN mondial | Image            |
| ------------------------------------------------- | ---------------------------------------------------- | -------------------------- | --------------------------------------- | ------------------- | ---------------- |
| Bison bonasus (Bison d'Europe) (Linnaeus, 1758)   | Visent                                               | Autochtone (Disparu)       | Aire de répartition du Bison d'Europe   | [ 82 ]              | Bison d'Europe   |
| Bos taurus (Taurin) Linnaeus, 1758                | Nötkreatur                                           | Autochtone (Disparu)       | Aire de répartition du Taurin           | (NE)                |                  |
| Ovis aries (Mouflon oriental) Linnaeus, 1758      | Mufflonfår                                           | Allochtone (Introduit)     | Aire de répartition du Mouflon oriental | [ 85 ]              | Mouflon oriental |
| Ovibos moschatus (Bœuf musqué) (Zimmermann, 1780) | Myskoxe                                              | Allochtone (Introduit)     | Aire de répartition du Bœuf musqué      | [ 86 ]              | Bœuf musqué      |

### Famille:Cervidés
| Nom binominal, nom vulgaire et citation d'auteurs         | Nom vulgaire suédois (langue officielle de la Suède) | Origine et statut en Suède | Aire de répartition                       | Statut UICN mondial | Image              |
| --------------------------------------------------------- | ---------------------------------------------------- | -------------------------- | ----------------------------------------- | ------------------- | ------------------ |
| Alces alces (Élan) (Linnaeus, 1758)                       | Älg                                                  | Autochtone                 | Aire de répartition de l'Élan             | [ 87 ]              | Élan               |
| Capreolus capreolus (Chevreuil européen) (Linnaeus, 1758) | Rådjur                                               | Autochtone                 | Aire de répartition du Chevreuil européen | [ 88 ]              | Chevreuil européen |
| Rangifer tarandus (Renne) (Linnaeus, 1758)                | Ren                                                  | Autochtone (Disparu)       | Aire de répartition du Renne              | [ 89 ]              | Renne              |
| Cervus elaphus (Cerf élaphe) Linnaeus, 1758               | Kronhjort                                            | Autochtone                 | Aire de répartition du Cerf élaphe        | [ 90 ]              | Cerf élaphe        |
| Dama dama (Daim européen) (Linnaeus, 1758)                | Dovhjort                                             | Allochtone (Introduit)     | Aire de répartition du Daim européen      | [ 91 ]              | Daim européen      |
| Megaloceros giganteus (Cerf géant) (Blumenbach, 1799)     | Jättehjort                                           | Autochtone (Éteint),       | Aire de répartition du Cerf géant         | (NE)                | Cerf géant         |

### Famille:Suidés
| Nom binominal, nom vulgaire et citation d'auteurs | Nom vulgaire suédois (langue officielle de la Suède) | Origine et statut en Suède | Aire de répartition                       | Statut UICN mondial | Image              |
| ------------------------------------------------- | ---------------------------------------------------- | -------------------------- | ----------------------------------------- | ------------------- | ------------------ |
| Sus scrofa (Sanglier d'Eurasie) Linnaeus, 1758    | Vildsvin                                             | Autochtone (Réintroduit),  | Aire de répartition du Sanglier d'Eurasie | [ 93 ]              | Sanglier d'Eurasie |

## Ordre:Périssodactyles

### Famille:Équidés
| Nom binominal, nom vulgaire et citation d'auteurs | Nom vulgaire suédois (langue officielle de la Suède) | Origine et statut en Suède          | Aire de répartition           | Statut UICN mondial | Image  |
| ------------------------------------------------- | ---------------------------------------------------- | ----------------------------------- | ----------------------------- | ------------------- | ------ |
| Equus caballus (Cheval) Linnaeus, 1758            | Häst                                                 | Autochtone (Peut-être réintroduit), | Aire de répartition du Cheval | [ 96 ]              | Cheval |

## Ordre:Carnivores

### Famille:Canidés
| Nom binominal, nom vulgaire et citation d'auteurs      | Nom vulgaire suédois (langue officielle de la Suède) | Origine et statut en Suède            | Aire de répartition                   | Statut UICN mondial | Image          |
| ------------------------------------------------------ | ---------------------------------------------------- | ------------------------------------- | ------------------------------------- | ------------------- | -------------- |
| Canis lupus (Loup gris) Linnaeus, 1758                 | Varg                                                 | Autochtone                            | Aire de répartition du Loup gris      | [ 97 ]              | Loup gris      |
| Nyctereutes procyonoides (Chien viverrin) (Gray, 1834) | Mårdhund                                             | Allochtone (Peut-être non acclimaté), | Aire de répartition du Chien viverrin | [ 99 ]              | Chien viverrin |
| Vulpes lagopus (Renard polaire) Linnaeus, 1758         | Fjällräv                                             | Autochtone                            | Aire de répartition du Renard polaire | [ 100 ]             | Renard polaire |
| Vulpes vulpes (Renard roux) (Linnaeus, 1758)           | Rödräv                                               | Autochtone                            | Aire de répartition du Renard roux    | [ 101 ]             | Renard roux    |

### Famille:Ursidés
| Nom binominal, nom vulgaire et citation d'auteurs | Nom vulgaire suédois (langue officielle de la Suède) | Origine et statut en Suède | Aire de répartition                | Statut UICN mondial | Image     |
| ------------------------------------------------- | ---------------------------------------------------- | -------------------------- | ---------------------------------- | ------------------- | --------- |
| Ursus arctos (Ours brun) Linnaeus, 1758           | Brunbjörn                                            | Autochtone                 | Aire de répartition de l'Ours brun | [ 102 ]             | Ours brun |

### Famille:Mustélidés
| Nom binominal, nom vulgaire et citation d'auteurs  | Nom vulgaire suédois (langue officielle de la Suède) | Origine et statut en Suède | Aire de répartition                        | Statut UICN mondial | Image             |
| -------------------------------------------------- | ---------------------------------------------------- | -------------------------- | ------------------------------------------ | ------------------- | ----------------- |
| Lutra lutra (Loutre commune) (Linnaeus, 1758)      | Utter                                                | Autochtone                 | Aire de répartition de la Loutre commune   | [ 103 ]             | Loutre commune    |
| Gulo gulo (Glouton) (Linnaeus, 1758)               | Järv                                                 | Autochtone                 | Aire de répartition du Glouton             | [ 104 ]             | Glouton           |
| Martes martes (Martre des pins) (Linnaeus, 1758)   | Mård                                                 | Autochtone                 | Aire de répartition de la Martre des pins  | [ 105 ]             | Martre des pins   |
| Meles meles (Blaireau européen) (Linnaeus, 1758)   | Europeisk grävling                                   | Autochtone                 | Aire de répartition du Blaireau européen   | [ 106 ]             | Blaireau européen |
| Mustela erminea (Hermine) Linnaeus, 1758           | Hermelin                                             | Autochtone                 | Aire de répartition de l'Hermine           | [ 107 ]             | Hermine           |
| Mustela nivalis (Belette d'Europe) Linnaeus, 1766  | Vessla                                               | Autochtone                 | Aire de répartition de la Belette d'Europe | [ 108 ]             | Belette d'Europe  |
| Mustela putorius (Putois d'Europe) Linnaeus, 1758  | Iller                                                | Autochtone                 | Aire de répartition du Putois d'Europe     | [ 109 ]             | Putois d'Europe   |
| Neovison vison (Vison d'Amérique) (Schreber, 1777) | Mink                                                 | Allochtone (Introduit)     | Aire de répartition du Vison d'Amérique    | [ 110 ]             | Vison d'Amérique  |

### Famille:Procyonidés
| Nom binominal, nom vulgaire et citation d'auteurs    | Nom vulgaire suédois (langue officielle de la Suède) | Origine et statut en Suède           | Aire de répartition                        | Statut UICN mondial | Image               |
| ---------------------------------------------------- | ---------------------------------------------------- | ------------------------------------ | ------------------------------------------ | ------------------- | ------------------- |
| Procyon lotor (Raton laveur commun) (Linnaeus, 1758) | Tvättbjörn                                           | Allochtone (Peut-être non acclimaté) | Aire de répartition du Raton laveur commun | [ 112 ]             | Raton laveur commun |

### Famille:Odobénidés
| Nom binominal, nom vulgaire et citation d'auteurs | Nom vulgaire suédois (langue officielle de la Suède) | Origine et statut en Suède | Aire de répartition          | Statut UICN mondial | Image |
| ------------------------------------------------- | ---------------------------------------------------- | -------------------------- | ---------------------------- | ------------------- | ----- |
| Odobenus rosmarus (Morse) (Linnaeus, 1758)        | Valross                                              | Erratique                  | Aire de répartition du Morse | [ 113 ]             | Morse |

### Famille:Phocidés
| Nom binominal, nom vulgaire et citation d'auteurs               | Nom vulgaire suédois (langue officielle de la Suède) | Origine et statut en Suède   | Aire de répartition                        | Statut UICN mondial | Image               |
| --------------------------------------------------------------- | ---------------------------------------------------- | ---------------------------- | ------------------------------------------ | ------------------- | ------------------- |
| Halichoerus grypus (Phoque gris) (Fabricius, 1791)              | Gråsäl                                               | Allochtone (Recolonisateur), | Aire de répartition du Phoque gris         | [ 115 ]             | Phoque gris         |
| Pagophilus groenlandicus (Phoque du Groenland) (Erxleben, 1777) | Grönlandssäl                                         | Allochtone (Disparu),        | Aire de répartition du Phoque du Groenland | [ 117 ]             | Phoque du Groenland |
| Phoca vitulina (Phoque veau marin) Linnaeus, 1758               | Knubbsäl                                             | Allochtone,                  | Aire de répartition du Phoque veau marin   | [ 119 ]             | Phoque veau marin   |
| Pusa hispida (Phoque annelé) (Schreber, 1775)                   | Vikare                                               | Allochtone,                  | Aire de répartition du Phoque annelé       | [ 120 ]             | Phoque annelé       |

### Famille:Félidés
| Nom binominal, nom vulgaire et citation d'auteurs | Nom vulgaire suédois (langue officielle de la Suède) | Origine et statut en Suède          | Aire de répartition                 | Statut UICN mondial | Image        |
| ------------------------------------------------- | ---------------------------------------------------- | ----------------------------------- | ----------------------------------- | ------------------- | ------------ |
| Felis silvestris (Chat sauvage) Schreber, 1777    | Vildkatt                                             | Autochtone (Peut-être réintroduit), | Aire de répartition du Chat sauvage | [ 124 ]             | Chat sauvage |
| Lynx lynx (Lynx boréal) (Linnaeus, 1758)          | Lodjur                                               | Autochtone                          | Aire de répartition du Lynx boréal  | [ 125 ]             | Lynx boréal  |